# Castejón (Cuenca)
Castejón é um município da Espanha, na província de Cuenca, comunidade autônoma de Castela-Mancha. Tem 43,62 km² de área e em 2021 tinha 122 habitantes (densidade: 2,8 hab./km²). Limita com os municípios de Arcos de la Sierra, Cuenca, Fresneda de la Sierra, Las Majadas e Sotorribas.